# 영국의 역사
영국 역사는 그레이트브리튼 왕국 성립 이후부터 현재 그레이트브리튼 북아일랜드 연합 왕국에 이르는 브리튼 제도의 역사다. 현재 영국은 잉글랜드, 스코틀랜드, 웨일스, 북아일랜드로 이루어져 있다.
1707년 연합법에 의해 웨일즈 및 잉글랜드와 스코틀랜드가 그레이트브리튼 왕국이 되었으며, 1800년 연합법으로 아일랜드 왕국이 연합되어 그레이트브리튼 아일랜드 연합 왕국이 되었다. 이후 1922년, 아일랜드 독립전쟁의 결과 아일랜드 공화국이 독립하여 북아일랜드만이 영국에 속하게 됨으로써 현재의 그레이트브리튼 북아일랜드 연합 왕국이 되었다.

## 연합 왕국의 성립과 18세기의 영국
1707년 연합법의 공표로 스코틀랜드와 잉글랜드가 연합하여 그레이트브리튼 왕국이 성립되던 당시에 웨일스는 이미 1535년 웨일스 법에 의해 잉글랜드에 포함되어 있었다. 또한 아일랜드 역시 1536년 잉글랜드에 의해 다시 정복되어 아일랜드 왕국의 군주를 잉글랜드 왕국의 군주가 겸하고 있는 상황이었다. 스코틀랜드와 잉글랜드만이 별개의 왕국으로 분리되어 있었으나, 1603년 잉글랜드의 엘리자베스 1세가 후사없이 사망하자 스코틀랜드의 제임스 6세가 잉글랜드의 왕을 겸하면서 두 왕국이 한 왕가의 지배를 받게 되었다.

### 명예혁명과 재커바이트의 반란

윌리엄 3세가 새겨진 은화

제임스 2세의 왕권신수설에 입각한 전제 정치는 결국 영국 의회의 반발을 가져왔다. 1688년 네덜란드의 총독이자 메리 공주의 남편이었던 오렌지공 윌리엄이 영국 의회의 지원을 받아 제임스 2세를 퇴위시키고 새로운 국왕으로 즉위하는 명예혁명이 일어났다. 이 후 영국은 입헌군주제를 도입하게 된다.
그러나, 스튜어트 왕가의 본향인 스코틀랜드와 가톨릭 교도가 다수인 아일랜드에서는 스튜어트 왕가의 복귀를 요구하는 재커바이트의 반란이 발생하였다. 1688년과 1745년에 두 차례의 대규모 봉기가 일어났으나 결국 1746년 완전히 진압당하였다.

### 대영 제국

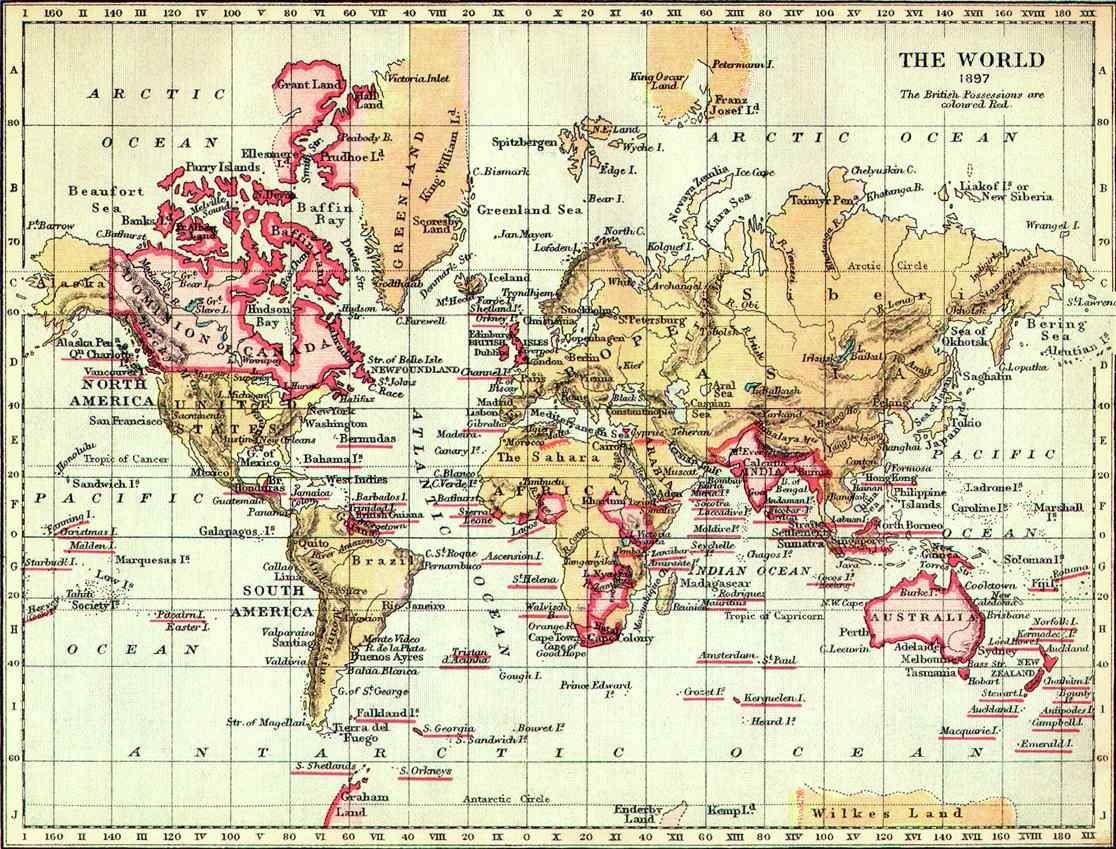
1897년 당시 영국과 식민지

1756년, 7년 전쟁이 시작되었다. 이 전쟁은 유럽, 북아메리카, 인도, 서인도 제도의 여러 나라와 식민지가 참여한 최초의 세계 규모의 전쟁이었다. 이 전쟁의 결과 1763년 파리 조약이 체결되었으며 영국은 북아메리카의 13개 식민지와 인도에서의 독점적 지위를 확보할 수 있게 되었다.
이 후 영국은 제국주의 정책과 식민지 건설을 지속하게 된다. 1775년 미국 독립 전쟁이 발생하였으며 그 결과 미국의 독립으로 아메리카의 식민지를 잃게 되었으나, 아프리카와 아시아 지역에 대한 식민정책은 계속 이어졌다. 1770년 제임스 쿡이 오스트레일리아를 발견하였으며 그 이후 오스트레일리아에 대한 식민지 건설이 시작되었다.
영국 동인도 회사는 1671년 무굴 제국으로부터 인도에서의 통상권을 획득하였다. 그 후 프랑스의 프랑스 동인도 회사와 아시아 지역을 놓고 치열한 경쟁을 벌이게 되었다. 세 차례의 카르나티크 전쟁의 결과 영국이 승리함으로써 인도는 점차 영국의 식민지로 전락하게 되었다. 1803년 경 영국은 인도의 거의 전역을 식민 통치하였다.

### 경제의 발전
18세기 중엽 영국에서는 대량 생산을 위한 공장의 건설이 이루어지는 등 산업화가 진행되었다. 특히 석탄, 철강, 방직과 같은 새로운 산업은 영국 경제 발전의 원동력이 되었다. 1765년 제임스 와트는 증기 기관을 발명하였으며 이후 대량 생산이 도입되어 산업 혁명이 시작되었다. 이러한 변화와 더불어 데이비드 흄, 데이비드 리카르도, 애덤 스미스와 같은 많은 고전경제학 학자들이 경제학 이론의 기초를 닦았다. 대다수의 학자들이 자본주의가 영국에서 본격적으로 시작되었다는 것에 동의한다.
그러나, 초기 자본주의의 발전은 엔클로저 운동에 의한 농민 계층의 몰락과 불결한 환경에서 장시간 노동하는 빈민층의 확대, 아동 노동, 공해와 같은 여러 가지 문제도 함께 가져왔다. 이 때문에 영국에서는 러다이트 운동과 같이 기계를 파괴하는 과격한 노동운동이 벌어지기도 하였다.

## 19세기

### 1800년 연합법과 아일랜드 합병

유니온 잭의 형성, 잉글랜드 기와 스코틀랜드기를 합한 유니온 잭에 아일랜드 기가 합쳐져 지금의 영국 국기가 되었다.

연합왕국으로서 영국의 두 번째 단계는 1800년 연합법을 통해 1801년 1월 1일부터 아일랜드 왕국을 연합왕국의 일부로서 합병한 것이었다. 이로써 영국의 정식명칭은 그레이트브리튼 아일랜드 연합왕국이 되었으며, 이후 아일랜드 독립전쟁의 결과 아일랜드가 독립할 때까지 이 체제가 지속되었다.
아일랜드 왕국의 합병은 1170년 노르만 왕조이래 지속되어 온 잉글랜드의 왕의 아일랜드 침공 및 정복이 최고조에 이르렀음을 보여주는 사건이었다. 노르만 왕조의 정복 후 잉글랜드의 왕은 아일랜드를 통치하였으며, 새로운 연합왕국이 된 영국의 국왕 역시 이미 17세기에 스코틀랜드와 잉글랜드의 개신교 교도를 얼스터 지역에 이주시켰다. 이들 개신교도들은 아일랜드 주민의 로마 가톨릭 신앙뿐 아니라 아일랜드 고유의 문화와 적잖은 충돌을 일으키고 있었다. 1800년 연합법에 의한 아일랜드 합병은 정치, 법률적으로도 아일랜드가 영국의 일부 지방이라는 것을 공식적으로 선포한 것이다.
1641년 아일랜드 봉기 이후 아일랜드 로마 가톨릭 교도들은 아일랜드 의회에 대한 투표권과 피선거권을 박탈당하였다. 아일랜드의 새로운 지배계급이 된 개신교 이주민들은 종종 개신교 패권주의로 불렸다. 18세기에 이르러서도 가톨릭 교도에 대한 정치 참여의 금지는 지속되었으며 영국 성공회의 신자가 아닌 이른바 "비국교도" 전체로 정치 참여 금지가 확대되었다. 아일랜드인들은 영국의 이러한 조치에 맞서 아일랜드 단결 협회 등을 만들어 저항하였으며 결국 1798년 아일랜드 봉기가 발생하게 되었다.
1798년 아일랜드 봉기는 당시 유럽을 휩쓸고 있던 미국 독립과 프랑스 대혁명에 고무받은 것이었으나 영국에 의해 진압당하였다. 이러한 상황에서 성공회 교도만으로 이루어진 아일랜드 의회는 영국과의 합병에 동의하고 영국은 1800년 연합법을 선포하였다. 그러나 이러한 조치를 환영하는 아일랜드 주민은 극소수였다.
영국은 축구를 시작한나라이기도하다

### 나폴레옹 전쟁

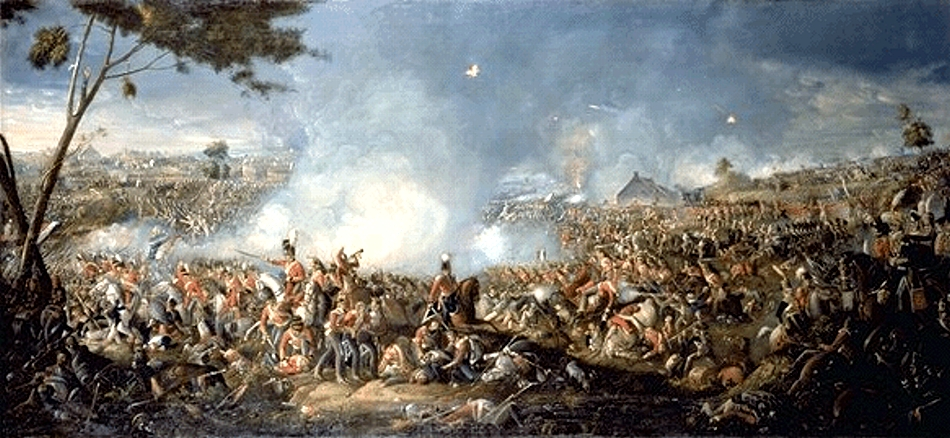
워털루 전투

1806년 11월 21일 프랑스 제국의 통치자였던 나폴레옹은 대륙봉쇄령을 선포하고 영국의 무역을 봉쇄하고자 하였다. 이로 인해 영국과 프랑스 양국의 관계는 극도로 악화되었다. 이후 대륙봉쇄령을 중심으로 한 나폴레옹 전쟁이 발생하자 영국은 프랑스에 대항하는 동맹의 중심국가가 되었고 수차례의 전쟁이 벌어졌다. 1815년 영국이 워털루 전투에서 나폴레옹 군대를 격파함으로써 나폴레옹 전쟁이 끝나게 되었다. 나폴레옹 전쟁은 7년 전쟁 이후 두 번째로 유럽 전역과 세계 각지를 무대로 벌어진 세계 규모의 전쟁이었다.

### 빅토리아 시대
빅토리아 시대는 빅토리아 여왕의 재위기간인 1837년부터 1901년까지를 말한다. 이 시기의 영국은 산업 혁명을 거쳐 생산력이 비약적으로 발전하였으며, 세계 곳곳을 자국의 식민지로 점령하여 대영 제국의 절정기를 맞게 된다. 이 때문에 빅토리아 시대의 영국은 흔히 '해가 지지 않는 나라'라고 불렸다.
한편, 1832년 선거법의 개정으로 투표권이 중산층에게까지 확대되었으나 여전히 투표권을 획득하지 못한 노동자들은 이에 반발하여 차티스트 운동이 일어난다.

### 아편 전쟁

1840년, 제1차 아편 전쟁

19세기 영국의 주요 무역 중 하나는 청나라에 대한 아편 판매였으며, 아편 금수 조치를 단행한 청나라와 두차례에 걸친 아편 전쟁을 일으켰다. 아편 전쟁의 결과 영국은 청나라와 난징 조약을 체결하였으며 1898년 홍콩을 포함한 신지에를 99년간 할양받게 된다. 홍콩은 1997년 7월 1일 중국에 반환되었다.

## 20세기 초반
1901년 빅토리아 여왕이 사망함으로써 빅토리아 시대 역시 막을 내렸다. 20세기 초, 대영 제국은 여전히 세계 제 1의 제국으로 전 세계에 식민지를 가지고 있었다. 1921년 당시에는 전 세계 인구의 4분의 1을 넘기는 4억 5천8백만 명 이상, 지구 육지 면적의 약 4분의 1에 해당하는 3,670만 제곱 킬로미터의 영토를 차지했다.
20세기 초반은 두차례의 세계대전이 있었던 전쟁의 시대였다. 1914년부터 1918년까지 제1차 세계대전이 있었으며 이 전쟁에서 영국은 사상 최초의 국가 총력전을 경험하게 된다. 또한 역사상 최초로 공중전과 탱크, 화학 무기가 등장한 전쟁이었다. 1922년 아일랜드 공화국이 독립함으로써 영국의 정식명칭은 그레이트브리튼 북아일랜드 연합왕국이 된다. 영국은 1939년에서 1945년에 있었던 제2차 세계대전에 승리하였으나 그 피해 또한 극심하였다.

### 제1차 세계대전

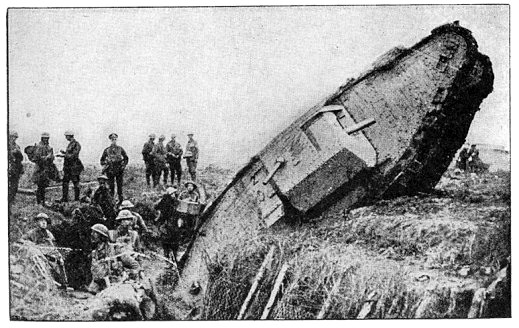
제1차 세계대전 당시의 영국 탱크

제1차 세계대전은 1914년 사라예보에서 일어난 오스트리아-헝가리 제국 황태자 프란츠 페르디난트가 암살당함으로써 시작되었으나 그 이면에는 민족주의, 제국주의와 같은 정치 경제적 갈등이 원인으로 작용하였다. 영국은 처음부터 전쟁에 참전하지는 않았으나 벨기에의 중립국 지위보장에 대한 독일 제국과의 협상이 결렬되자 선전포고와 함께 전쟁을 벌이게 되었다. 제1차 세계대전은 참호전, 기관총, 화학무기, 야간 폭격, 탱크 등 이전의 전쟁에서는 볼 수 없었던 참혹한 전쟁이었으며 수많은 희생자가 발생하였다. 1917년에 이르러 동맹국은 차례 차례 항복하기 시작하였고 1918년 독일 제국이 항복함으로써 제1차 세계대전이 끝났다.
전쟁 이후 영국은 독일 제국의 식민지였던 요르단과 잔지바르를 자국의 식민지로 편입하였다. 또한, 오스만 제국의 지배를 받던 이라크를 식민지로 편입했으며, 사우디아라비아를 오스만 제국에서 분리시켜 보호국으로 삼았다. 사우디아라비아는 1927년, 이라크는 1932년에 독립하였다. 제1차 세계대전 동안 독립에 대한 약속 때문에 영국을 도왔던 인도는 영국이 약속을 지키지 않자 독립운동이 거세졌다.

### 아일랜드 독립
1918년 아일랜드는 영국 의회와 분리된 별도의 의회를 구성하기 위한 총선거를 실시하였다. 1919년 아일랜드 의회는 일방적으로 독립을 선언하였으며 이로 인해 영국과 아일랜드 간의 전쟁이 벌어졌다. 아일랜드 독립전쟁의 결과 1921년 아일랜드는 대영 제국 하에 자치를 인정 받는 조건으로 영국-아일랜드 조약을 체결하였다. 그러나, 이러한 조약은 완전한 독립을 원하는 아일랜드 내부의 요구와 충돌하였고 결국 아일랜드 내전이 발생한다. 내전의 결과 완전한 독립을 주장하던 아일랜드 공화국군, 옛 IRA는 패배하였으며 아일랜드는 영국내 자치국으로 남게된다. 1949년 아일랜드는 영연방을 탈퇴하여 완전한 독립국이 되었다.
그러나, 이 과정에서 북아일랜드는 여전히 영국의 영토로 남게 되었으며, 이후 북아일랜드의 독립을 주장하는 신 IRA가 결성되었으며 1969년 PIRA가 분리되어 활동하기 시작하였다. PIRA는 2005년 무장 투쟁의 중단을 선언했다.

### 제2차 세계대전

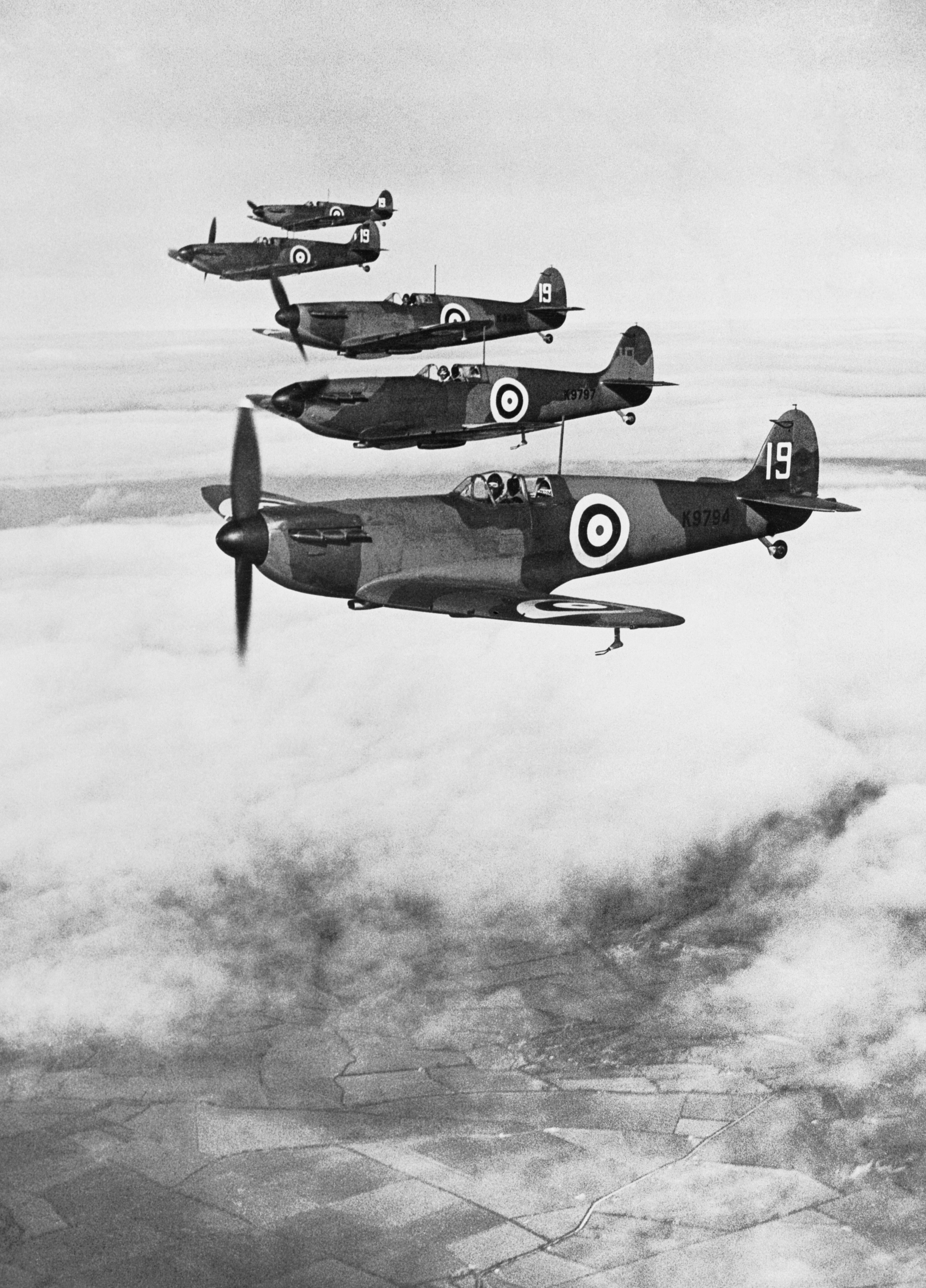
2차 세계대전 당시의 영국 전투기

1939년 영국과 영국령 인도와 같은 영국의 식민지들은 폴란드를 침공하며 제2차 세계전을 일으킨 나치 독일에 선전포고를 하였다. 1941년에는 제국의 아시아 식민지를 침공한 일본에도 선전포고를 하였다. 1945년 추축국 세력은 연합군 세력에게 패배하였고, 전쟁은 끝났다.

## 20세기 후반 이후
제2차 세계대전이 끝난 후 인도를 비롯한 많은 식민지들이 독립하였다. 그러나, 영국으로부터 독립한 많은 나라들이 여전히 영연방에 속해 있다. 1950년대 집권 노동당은 복지 국가를 내세워 대대적인 사회 복지 정책을 실시하였다. 당시 복지 정책은 흔히 "요람에서 무덤까지"라는 슬로건으로 대변된다. 1980년대 집권에 성공한 마거릿 대처의 보수정권은 사회 복지를 대폭 후퇴시키고 많은 국영기업을 민영화하는 등 대처리즘에 입각한 정책을 펼쳤다. 이러한 정책은 신자유주의의 시작으로 평가된다.

### 식민지의 독립과 영연방
1947년 인도, 파키스탄 등 다른 문화권의 나라들이 독립하여 영연방에 가입함으로써 영연방은 문화적 다원주의로의 체제 개혁이 불가피해졌다. 1950년 영연방 총회는 성명을 발표하고 '영국 국왕은 영연방의 수장(首長)이며 자유로운 결합의 상징'이라 하였다. 이리하여 영국 국왕에 대한 충성의 서약은 사실상 필요 없게 되었다. 2003년 짐바브웨의 탈퇴로 2006년 기준으로 총 53개의 독립국가(52개의 정회원, 1개국은 특별회원)가 회원국이다.

### 최근 상황
1945년에 영국에서의 복지 국가와 세계 최초이면서 가장 광범위한 의료 제도의 출현을, 경제 복구의 요구가 영국 연방 도처에 있는 사람들로 하여금 다민족 국가 영국을 만드는 동안 보여주었다. 전후 영국의 정치적 역할의 한계가 1956년 수에즈 사태에서 확실해짐에 따라 영어의 국제적 통용은, 동시에 1960년대에 영국의 대중 문화는 외국에까지 퍼지는 동안, 영문학이나 영국 문화에 지속적인 충격을 주었음을 뜻한다. 1970년대에 국제 경제의 하향세 이후 경기 침체와 산업 쟁의의 시대에 뒤이어 1980년대는 마거릿 대처 수상이 지도력을 보여주었다. 그녀가 전후 정치적 경제적인 전환점을 보여주었다는 데에 의견이 일치하고 있다. 지지자는 그녀가 경제 부흥을 이루었다고 하고, 비판자는 그녀 때문에 사회불균형이 더 커졌다고 말한다. 1990년대 중반부터 나아가 이러한 경향이 토니 블레어의 지도 아래 대부분 계속되었다.
영국은 1973년부터 2019년까지 유럽 연합의 구성원이었다. 오늘날 노동당 내각의 태도는 유럽연합과의 통합으로, 보수당은 몇몇 권리와 자격의 반환으로 그리고 자유민주당은 현재 정책의 지지쪽으로 기우는 경향을 보이고 있다. 그러나 2016년 영국 유럽 연합 회원국 국민투표 결과에 따라 브렉시트가 결정되면서 영국은 새로운 운명에 처하게 되었다.

## 같이 보기
- 잉글랜드의 역사
- 스코틀랜드의 역사
- 웨일스의 역사
- 영국의 총리 목록
- 영국의 정치